# Rete filoviaria di Sanremo
La rete filoviaria di Sanremo, detta anche filovia della Riviera dei Fiori, è stata una filovia italiana che univa i centri costieri liguri da Ventimiglia a Taggia, in provincia di Imperia.

## Caratteristiche
Il servizio era storicamente strutturato su 2 linee interurbane e 1 linea urbana:
- linea T Sanremo (autostazione piazza Colombo) - Taggia (stazione ferroviaria)
- linea U servizio urbano di Sanremo (La Brezza - Villa Helios)
- linea V Sanremo (autostazione piazza Colombo) - Ventimiglia (p.za Costituente)

## Storia

### Il contesto e la costruzione
La filovia fu realizzata a partire dal 1942, per sostituire due linee tranviarie, la Ospedaletti-Sanremo-Taggia e la Ventimiglia-Bordighera.
L'avvio del servizio filoviario fu fortemente voluto dalla Fiat, all'epoca principale fornitore dei mezzi filoviari, che aveva acquisito la maggioranza del capitale della società STEL (Società Trasporti Elettrici Liguri), esercente le sopracitate tranvie. A quei tempi il tram era considerato un mezzo obsoleto, mentre il filobus era relativamente innovativo per l'epoca: non solo garantiva migliori prestazioni a fronte di minore manutenzione e maggiore capienza, ma grazie alla presenza del bifilare su entrambi i sensi di marcia (le tranvie erano invece a binario unico), era possibile mantenere in linea molti più mezzi contemporaneamente. Fu inoltre colta l'occasione di elettrificare anche la tratta fra Ospedaletti e Bordighera, sulla quale l'impianto dei binari era stato tempo prima impedito da polemiche locali per la conformazione tortuosa della via Aurelia.

### L'inaugurazione della rete

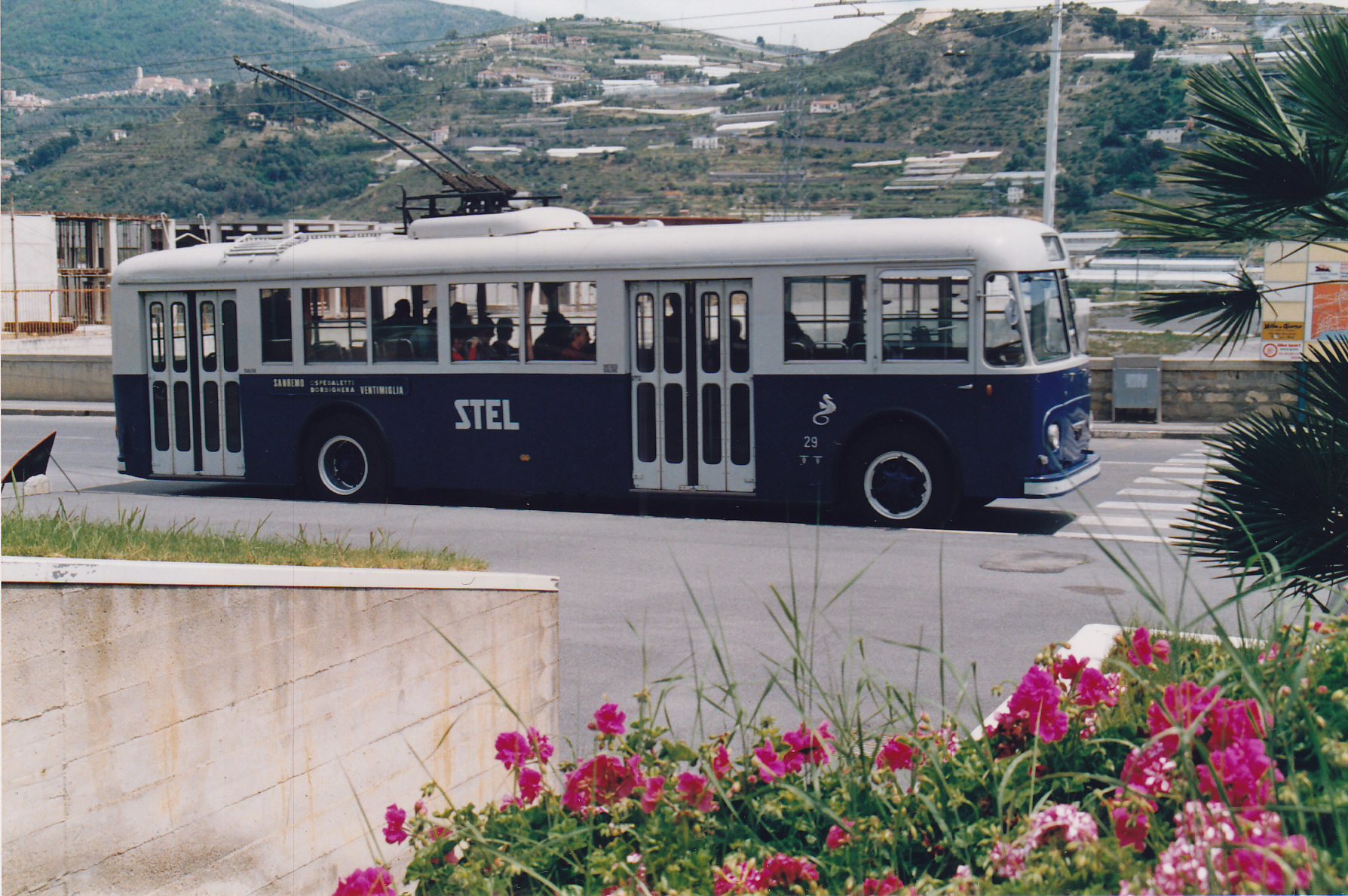
Filobus storico n. 29 nel 1991, davanti all'allora nuovo municipio di Taggia

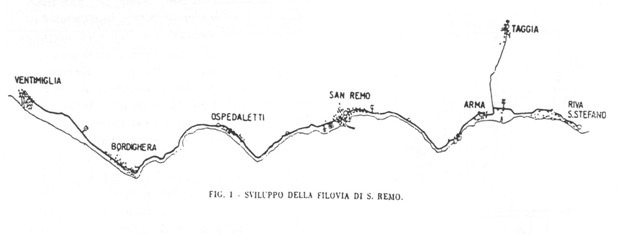
Il progetto originario di sviluppo della rete filoviaria di Sanremo, presentato nel 1944.

La prima linea, lunga 9,15 km, da Sanremo ad Ospedaletti, fu inaugurata il 21 aprile 1942. Per i primi tempi, il filobus coesistette con il tram ed i lavori di sostituzione degli impianti durarono più del previsto a causa degli eventi bellici.
La successiva inaugurazione avvenne nel 1948 con la linea Sanremo - Taggia, cui seguì, nel 1951, il prolungamento Ospedaletti - Ventimiglia. La rete così completata raggiunse una lunghezza complessiva di 29 Km.
Stante il carattere interurbano delle due linee (T e V), con concessione per l'esercizio rilasciata dalla Provincia, un terzo servizio filoviario (U) nella città matuziana fu dall'inizio attuato quale "intensificazione urbana" delle altre due linee; per svolgere lo stesso, dalla lunghezza di 7 km, furono realizzati due anelli di ritorno nelle località Villa Helios (lato Ventimiglia) e La Brezza (lato Taggia), presso i quali la linea U effettuava capolinea.
Il progetto originario prevedeva un ulteriore prolungamento, con un ramo est fino a Santo Stefano al Mare, il quale però non venne mai realizzato.

### Dal dopoguerra agli anni '80
In origine il capolinea di entrambe le linee extraurbane si trovava nella centrale piazza Colombo; successivamente venne poi sdoppiato: dal 1956 le partenze per Ventimiglia furono ubicate nel piazzale dell'attuale autostazione, mentre quelle per Taggia furono prolungate fino in piazza Cesare Battisti, davanti all'allora stazione ferroviaria di Sanremo. 
La linea aerea di contatto, costruita dalla C.G.E., consentiva una notevole flessibilità di esercizio, grazie anche a numerosi anelli di ritorno lungo il tracciato posti rispettivamente a Ventimiglia, Bordighera, Ospedaletti, Piazza Colombo a Sanremo, Arma di Taggia e Taggia. Il tratto costiero tra Taggia e Arma di Taggia era a bifilare unico, a causa della ridotta sede stradale. 
Nel 1975 le 5 sottostazioni elettriche, alcune risalenti all'esercizio tranviario, vennero rinnovate. 
Tra gli anni '60 e '70, poiché la nuova politica del trasporto pubblico tendeva a favorire l'autobus quale mezzo più efficiente e più agile, venne paventata la soppressione della rete (come stava accadendo in altre città italiane), poi scongiurata. Nel 1981 iniziò invece il processo di ammodernamento, comprendente la sostituzione di impianti e vetture.

### La cessione della rete a Riviera Trasporti
Nel 1984 la società Riviera Trasporti subentrò alla STEL nella gestione della rete filoviaria, portando avanti il programma di ammodernamento.
Tra gli anni '80 e '90 le linee subirono diversi tagli e semplificazioni: furono gradualmente eliminati i vari anelli di ritorno e venne rimossa la linea aerea da Corso Matteotti, nel frattempo pedonalizzato; i filobus vennero quindi deviati su via Roma.
Dal 1997, con la chiusura della vecchia stazione ferroviaria di Sanremo e la sua sostituzione con una fermata sotterranea, i capolinea delle linee V e T vennero nuovamente unificati in piazza Colombo.
L'esercizio della tratta Sanremo - Taggia (linea T) venne sospeso nei primi anni novanta a seguito della costruzione di una rotatoria a Taggia ed il mancato adeguamento del bifilare, ragion per cui la linea venne autosostituita. Per risolvere il problema, il 20 dicembre 2001 venne inaugurata una deviazione con anello di ritorno a servizio della nuova stazione di Taggia; nonostante questo accorgimento, la linea non rientrò in funzione ed il nuovo bifilare venne rimosso.

### La crisi del servizio e la sospensione della rete
Negli anni 2000, anche a causa dell'obsolescenza dell'impianto, che faticava a stare al passo coi tempi, le 2 linee rimaste (U e V) presentarono diversi problemi: ripetuti guasti alle vetture e alle sottostazioni, danni causati dalle alluvioni e mareggiate (essendo gran parte del tracciato lungo la linea costiera). Inoltre nella città di Sanremo venne modificata la viabilità con la costruzione di nuove rotonde per facilitare l'afflusso delle auto, senza però adeguare le stesse per l'esercizio filoviario. La linea aerea, dopo 70 anni, necessitava di lavori di ammodernamento e messa a norma. Infine le interruzioni della rete ed i mezzi ormai datati fecero calare drasticamente l'utenza, rendendo antieconomica la gestione. 
Nel 2017, quando la filovia di Sanremo compì 75 anni, la rete era ampiamente sottoutilizzata, con appena 6 vetture in servizio e poche corse nelle ore diurne dei giorni feriali. Dall'anno successivo, anche per via dell'obsolescenza e dell'ammaloramento dell'infrastruttura, il servizio cessò del tutto.

### Il progetto di rinascita
Tra il 2020 e il 2021 venne approvato un progetto di rilancio in chiave ecologica della "filovia dei fiori", con un investimento di 50 milioni per ammodernare tutti gli impianti adeguandoli agli standard europei, riattivare e potenziare le 3 linee esistenti e rinnovare completamente il parco mezzi, introducendo anche alcuni filosnodati da 18 metri. Adducendo però a motivo l'utenza limitata che avrebbe usufruito del servizio, nel dicembre 2021 il progetto fu momentaneamente accantonato.
Nuovamente nell'agosto 2023 il ripristino della linea filoviaria tornò all'ordine del giorno, venendo inserito nel PRIIMT (Piano Regionale Integrato Infrastrutture Mobilità e Trasporti) fra le opere infrastrutturali necessarie. Anche questo proposito rimase però lettera morta e la rete filoviaria rimase abbandonata, causando anche incidenti a causa di episodi di cedimento strutturale.

### La dismissione
Il 26 febbraio 2024 l'amministrazione provinciale, di concerto con Riviera Trasporti, approvò una procedura d'urgenza per la definitiva dismissione la rete filoviaria dei Fiori, sulla scorta di una relazione nella quale veniva evidenziato l'avanzato stato di degrado delle strutture di sostegno della rete. Nello stesso giorno un automezzo modificato per la rimozione della linea aerea venne messo in azione, procedendo alla progressiva asportazione del bifilare (soggetto a vendita per coprire i costi di demolizione della rete stessa), dapprima tra Ventimiglia e Ospedaletti, poi tra Ospedaletti e Sanremo e da ultimo fino a Taggia. Parimenti soggetti a rimozione furono i pali che non supportavano la pubblica illuminazione che erano stati dichiarati pericolanti.

## Parco veicoli
Nel 1953-54 i filobus F656 della dotazione originaria, cui si erano aggiunte 4 vetture del tipo F668, furono sostituiti da più ampi F2401 FIAT/CaNSA/CGE, che aiutarono a far fronte alla concorrenza dei paralleli autoservizi SATI. Altre due serie di filobus concettualmente derivati da questi, i FIAT 2411, seguirono nel 1957/58 e nel 1963/64. Altre vetture simili, provenienti dal parco della rete bolognese, si aggiunsero nel 1983.
Nel 1984 il parco, che comprendeva allora 10 vetture Iveco 2641 (altrimenti denominate 471.10 e 471.12, essendo realizzate sull'omonimo autotelaio) carrozzate da Portesi, fu significativamente ammodernato con la consegna di 4 vetture 201LF Menarini/Tibb. Invece lo sfortunato prototipo Macchi/Ansaldo del 1981, non prestò di fatto servizio viaggiatori.
L'ultimo significativo ammodernamento del parco mezzi si ebbe nel 1992, con la consegna di 14 veicoli 4001.12 Breda/Siccar/AEG, mentre in tempi più recenti si registra la consegna delle ultime vetture costruite per la filovia di Sanremo, i Solaris "Trollino", entrati in servizio nel 2008 ma dismessi nel 2016 a seguito di un grave guasto elettrico.
Al momento della chiusura della linea risultavano operative soltanto 7 vetture Bredabus 4001.12 (le unità 1700,1701,1702,1708,1709,1711,1712).
Nel 2023, a seguito dell'appalto per le assicurazioni dei mezzi di trasporto venivano totalmente esclusi gli autobus a Idrogeno e i filobus in quanto nessuno risultava più atto al servizio e di fatto la linea aerea risultava non più utile.

## Depositi

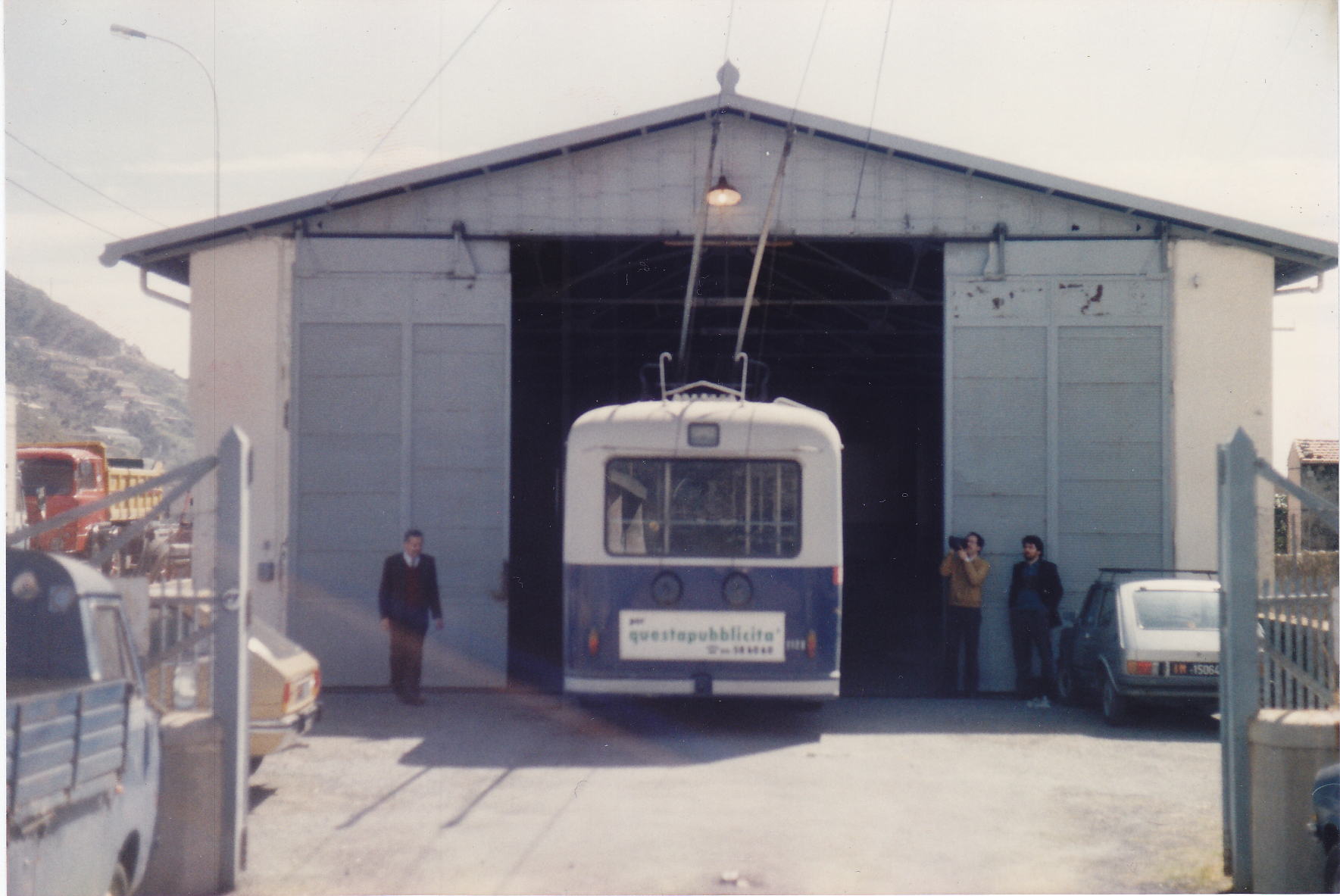
L'ex rimessa tranviaria di Taggia, nel 1988

La filovia di Sanremo dispone attualmente di un unico deposito-officina, sito in corso Cavallotti, ove sono presenti numerosi stalli all'aperto per il ricovero dei filobus. In virtù dei piani di valorizzazione immobiliare dell'area, tale impianto è destinato ad essere soppiantato da un altro da realizzarsi in zona Valle Armea; stante le incertezze sul futuro della filovia, non è però escluso che quest'ultimo sia costruito unicamente come deposito automobilistico.
In passato sono esistiti anche altri impianti: il deposito della Foce, che si affacciava in corso Matuzia, la rimessa ex tranviaria di Taggia (demolita negli anni 1990; al suo interno era presente ancora nel 1987 uno spezzone di binario tranviario) e la rimessa all'aperto di Vallecrosia.

## Parco veicoli - prospetto riassuntivo
| Numeri sociali                               | Costruzione | Radiazione        | Telaio           | Carrozzeria | Equipaggiamento elettrico | Note |
| -------------------------------------------- | ----------- | ----------------- | ---------------- | ----------- | ------------------------- | --- |
| 1-12                                         | 1939        | 1944/57           | Fiat 656F        | Cansa       | CGE                       | Alcune vetture cedute ad altre imprese, altre requisite nel 1944 |
| 31-36                                        | 1939        | 1944/58           | Fiat 656F        | Cansa       | CGE                       | N. 36 requisito nel 1944 |
| 40-43                                        | 1949/50     | 1961/62           | Fiat 668F        | Cansa       | CGE                       | |
| 51-56                                        | 1954        | 1968/83           | Fiat 2401F       | Cansa       | CGE                       | |
| 1121-1132 (ex 21-32 II, rinumerati nel 1983) | 1957        | 1983/92           | Fiat 2411F       | Cansa       | CGE                       | N. 29 tuttora esistente come vettura d'epoca, n. 33 ricostruito con carrozzeria Portesi, radiato dal servizio nel 1992 |
| 1411-1419 (ex 11-19 II, rinumerati nel 1983) | 1959/66     | 1989/90           | Fiat 2411F       | Fiat        | CGE                       | Ex Bologna, n. 1418 oggi conservato in tale città |
| 33-36 (II)                                   | 1964        | 1992              | Fiat 2411/1F     | Menarini    | CGE                       | N. 1133 conservato a Breglio (Francia) - restituito a Taggia nel 2023 N. 1133 trasportato da Ecomusee di Breil presso L'associazione Museo Nazione dei Trasporti del dopo Lavoro ferroviario - Taggia - Vettura in buone condizioni di conservazione |
| 1201 (ex 61 rinumerato nel 1983)             | 1981        | 1990              | Fiat 2470        | Macchi      | Ansaldo                   | Mai entrato in servizio |
| 1300-1303                                    | 1984        | 1993/94           | IVECO 2671       | Portesi     | Ansaldo                   | Demoliti |
| 1500-1505                                    | 1985        | 2001/03           | IVECO 2671       | Portesi     | CGE                       | Demoliti |
| 1600-1603                                    | 1988        | 2013              | Menarini 201 LF  | Menarini    | Tibb                      | N° 1600 Resa storica dall'Associazione FITRAM di La Spezia . N° 1602 Resa storica dall'Associazione Museo Nazionale dei Trasporti del dopo Lavoro ferroviario - Taggia                                                                               |
| 1700-1713                                    | 1991        | In servizio       | Breda 4001.12 LF | Siccar      | AEG                       | N. 1713 demolita per incidente - N. 1704 / 1705 / 1706 demolite per ricambi - N. 1703 accantonata per ricambi - n° 1707 accantonata per grave guasto - N. 1710 demolita per incendio vano motore                                                     |
| 1800-1801                                    | 2008        | Ferme/accantonate | Solaris Trollino | Solaris     | Ganz Transelektro         | Accantonate in deposito per guasti gravi |

## Galleria d'immagini

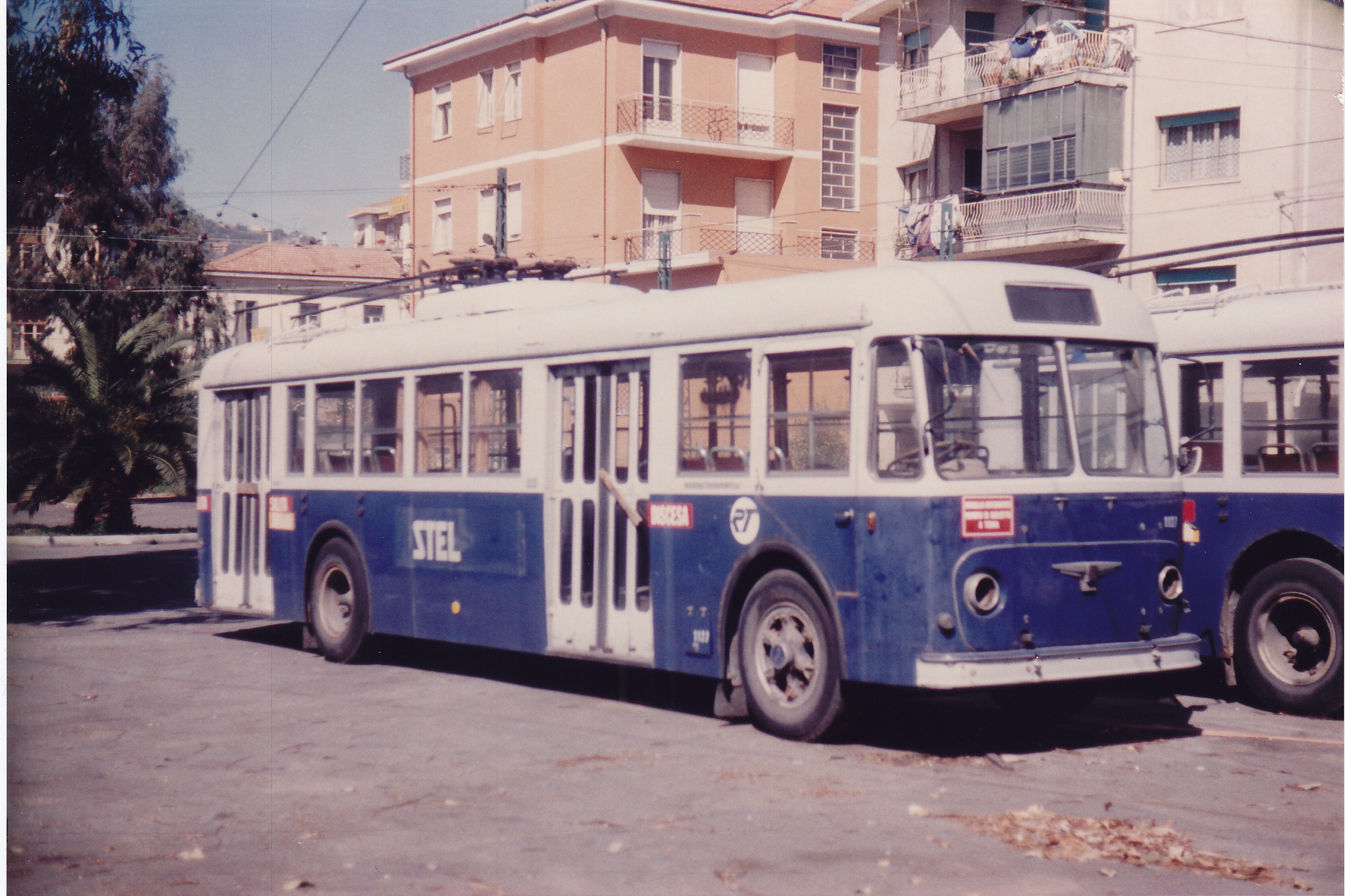
Filobus ex STEL 1127 accantonato a Vallecrosia.
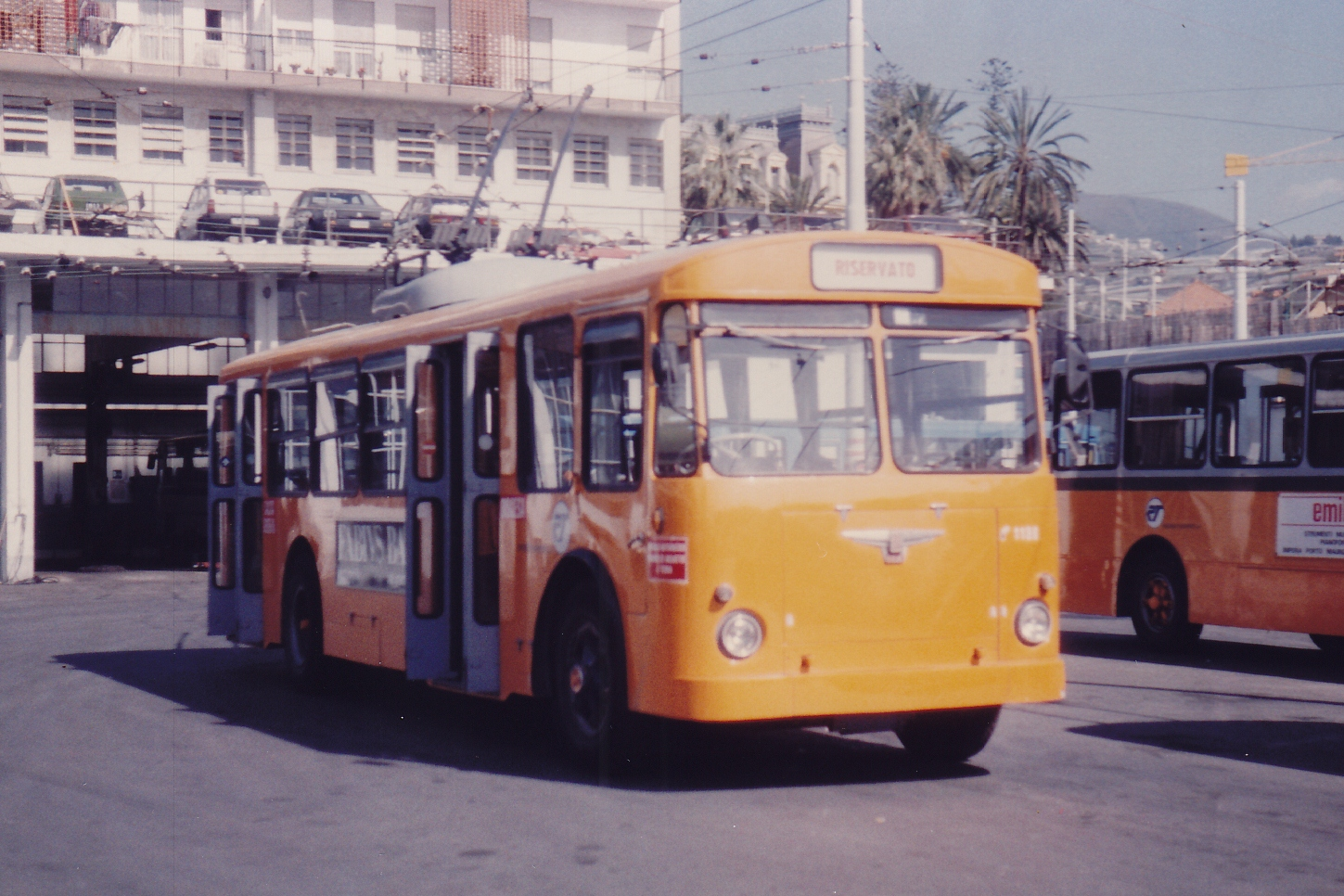
Filobus 1133 in deposito a Sanremo.
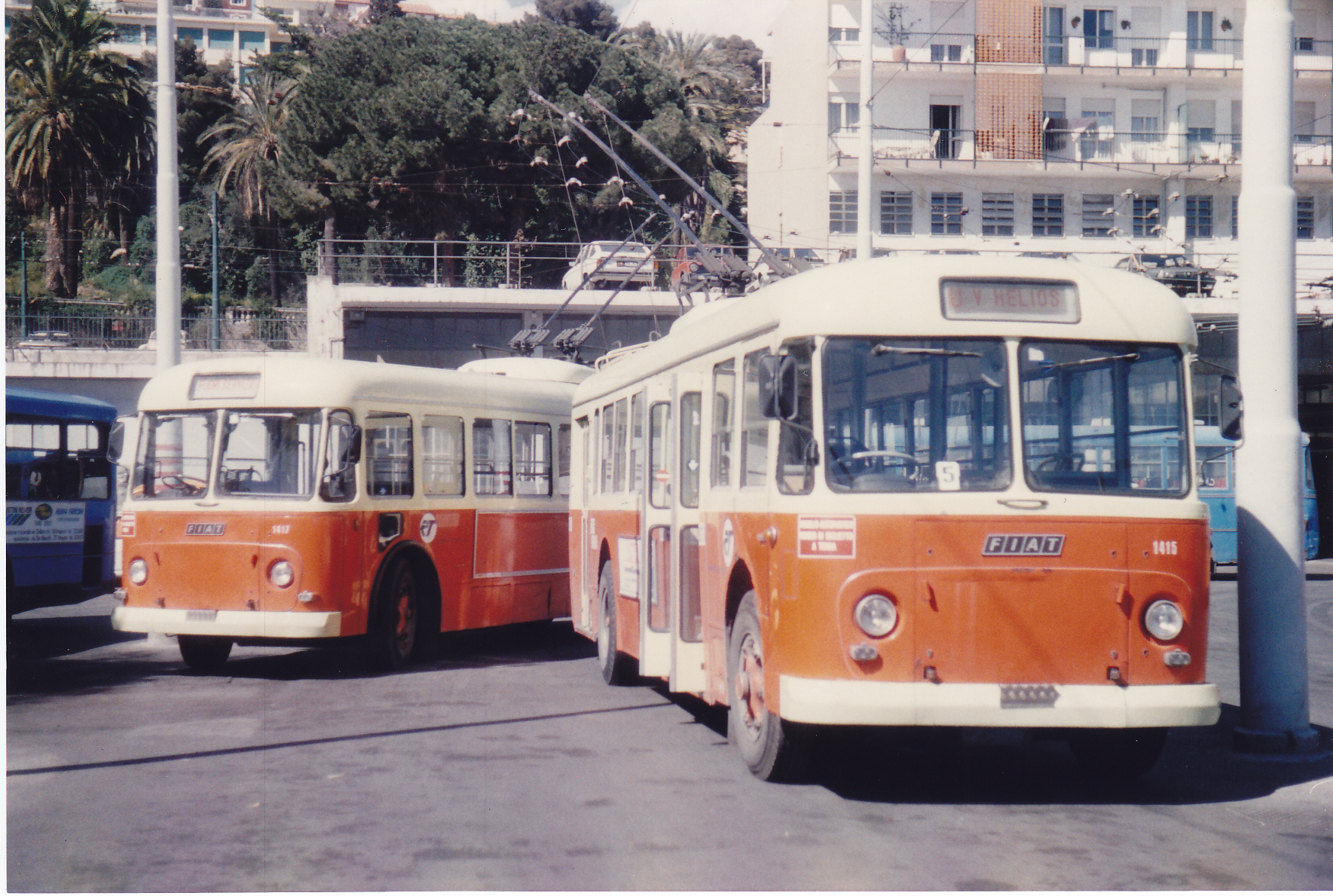
Filobus ex Bologna 1415 e 1417 a Sanremo.
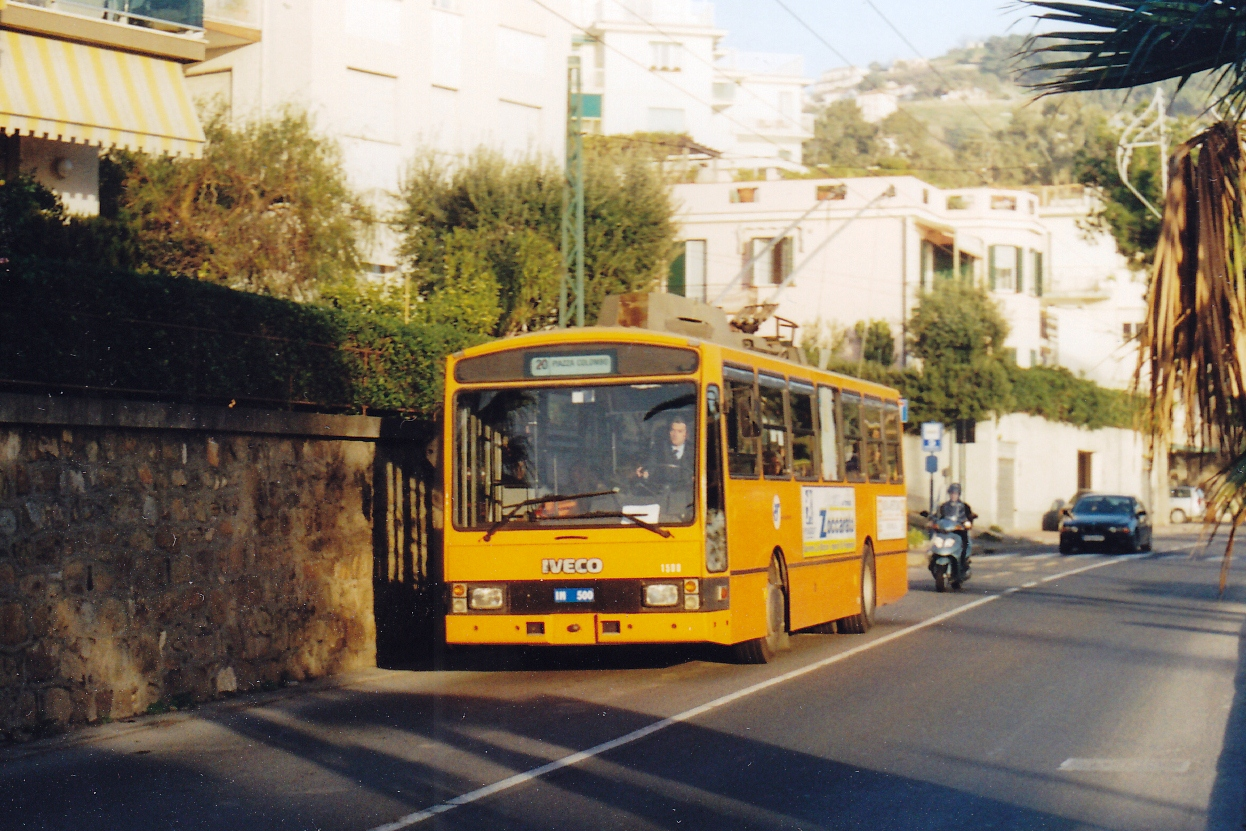
Filobus 1503 in servizio a Sanremo.
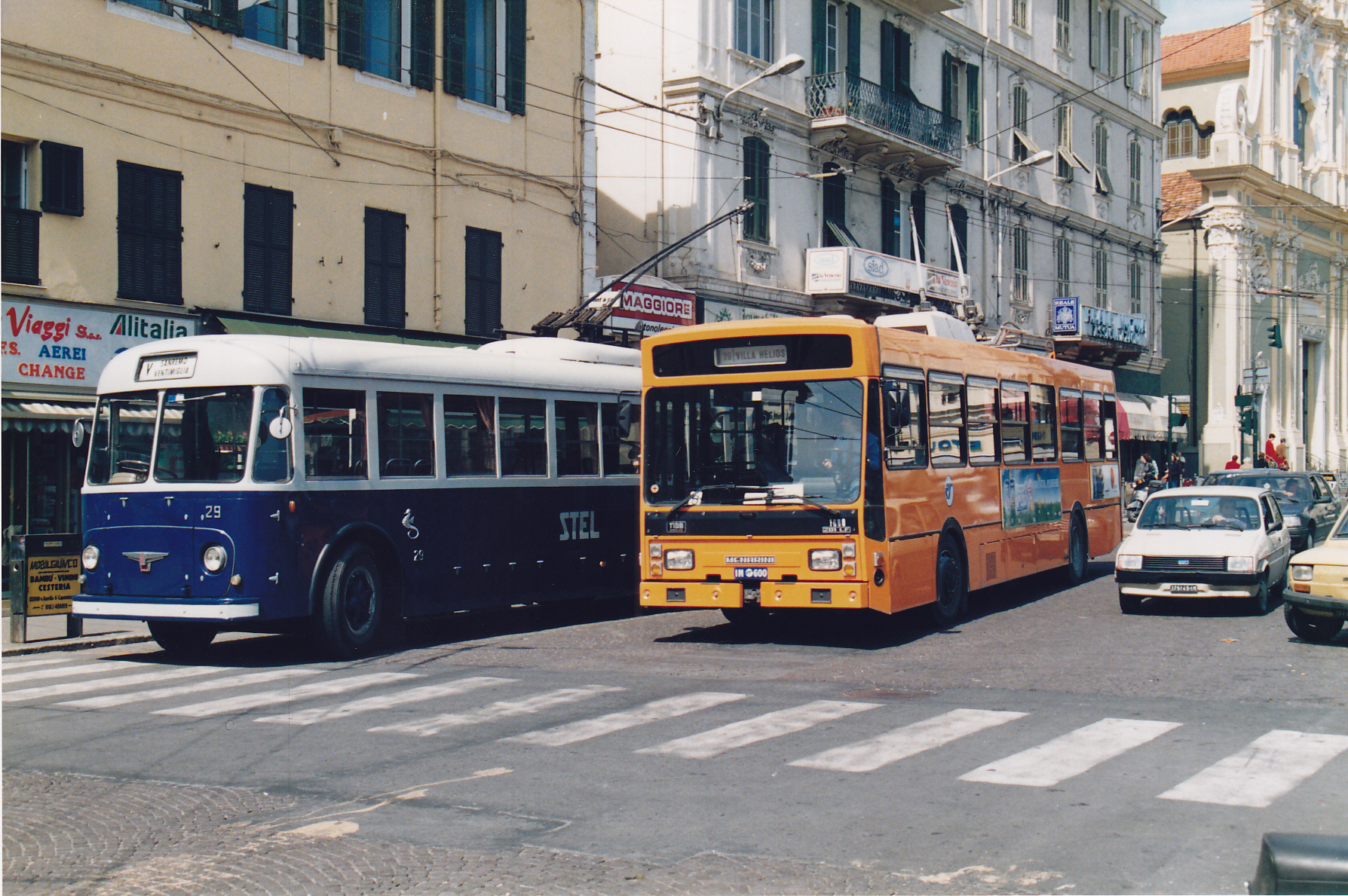
Filobus 1660 davanti alla vettura storica n.29, a Sanremo, in Piazza Colombo.
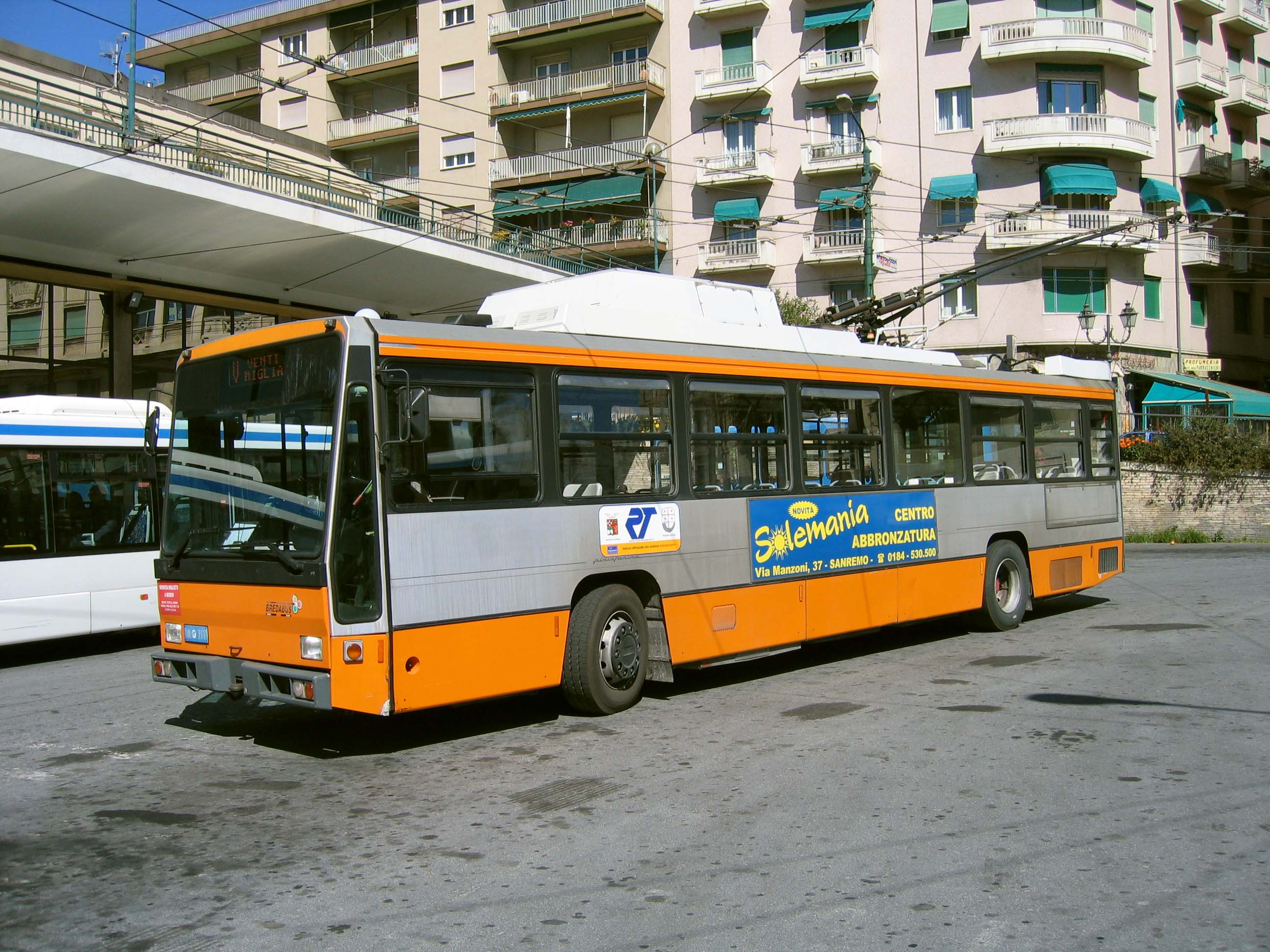
Filobus 1711 a Sanremo.
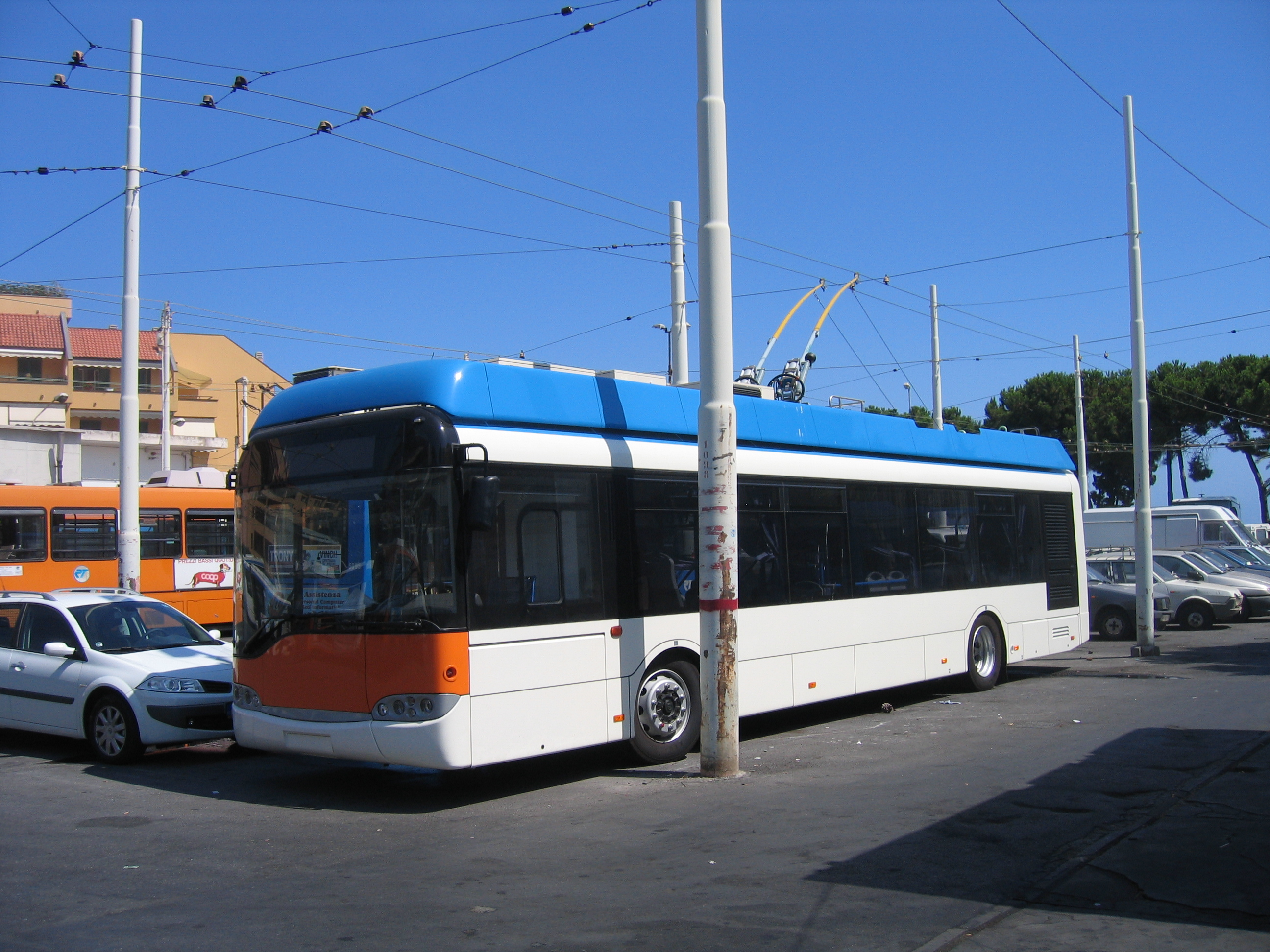
Nuovo filobus Solaris "Trollino" appena consegnato a Sanremo.
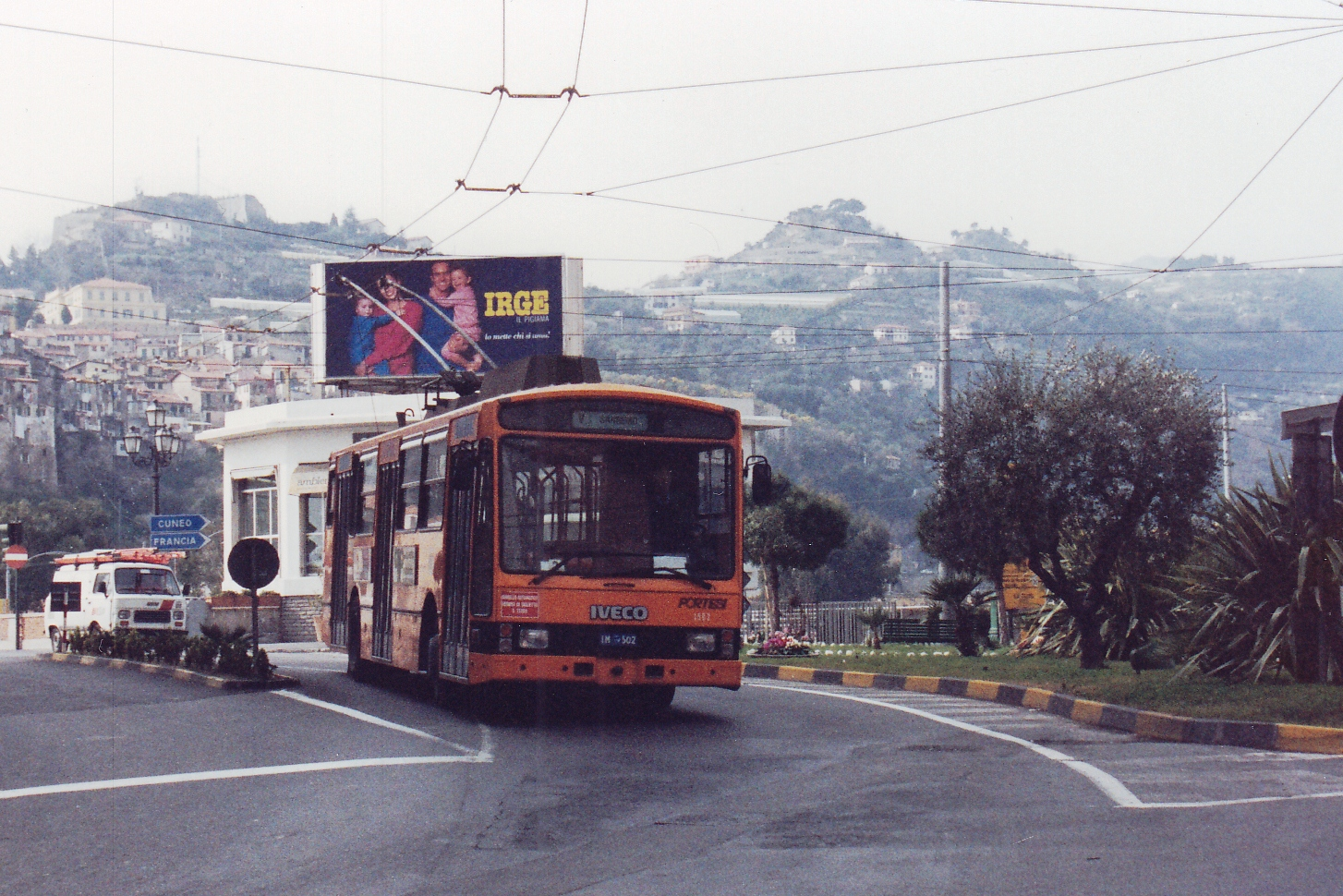
Filobus 1505 a Ventimiglia, Largo Torino
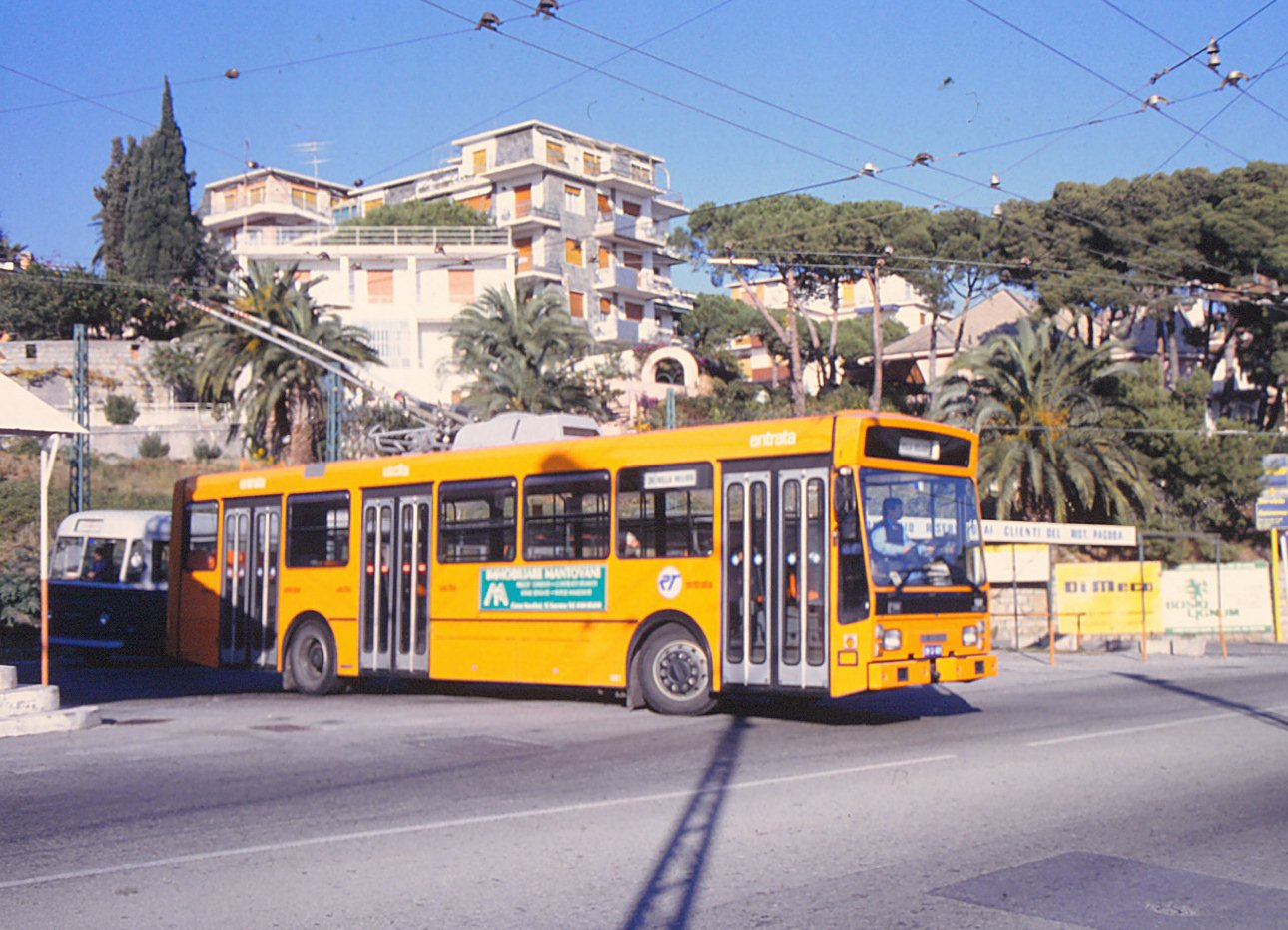
Filobus serie 1600 a La Brezza nel 1988.
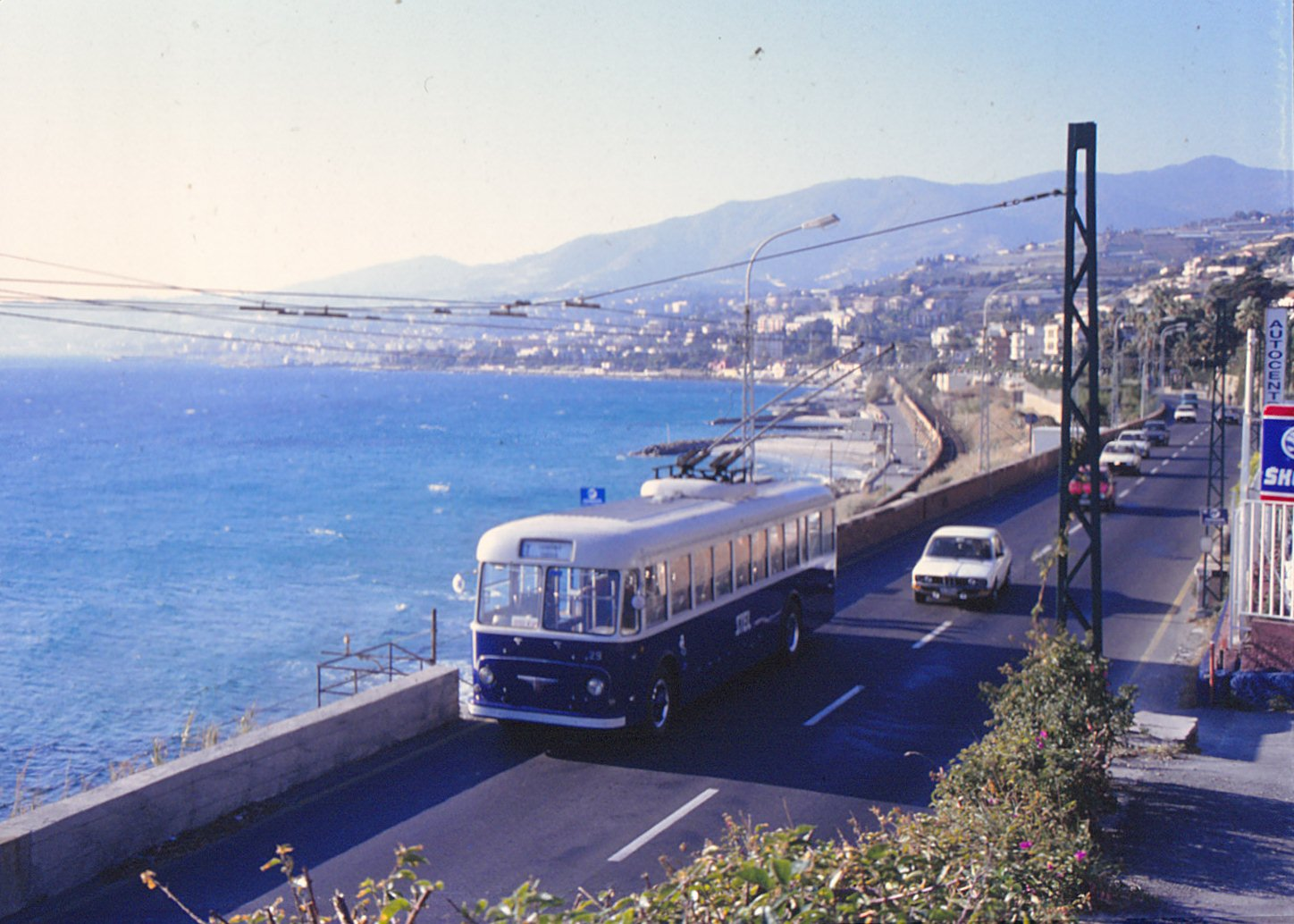
La filovia della Riviera dei Fiori.
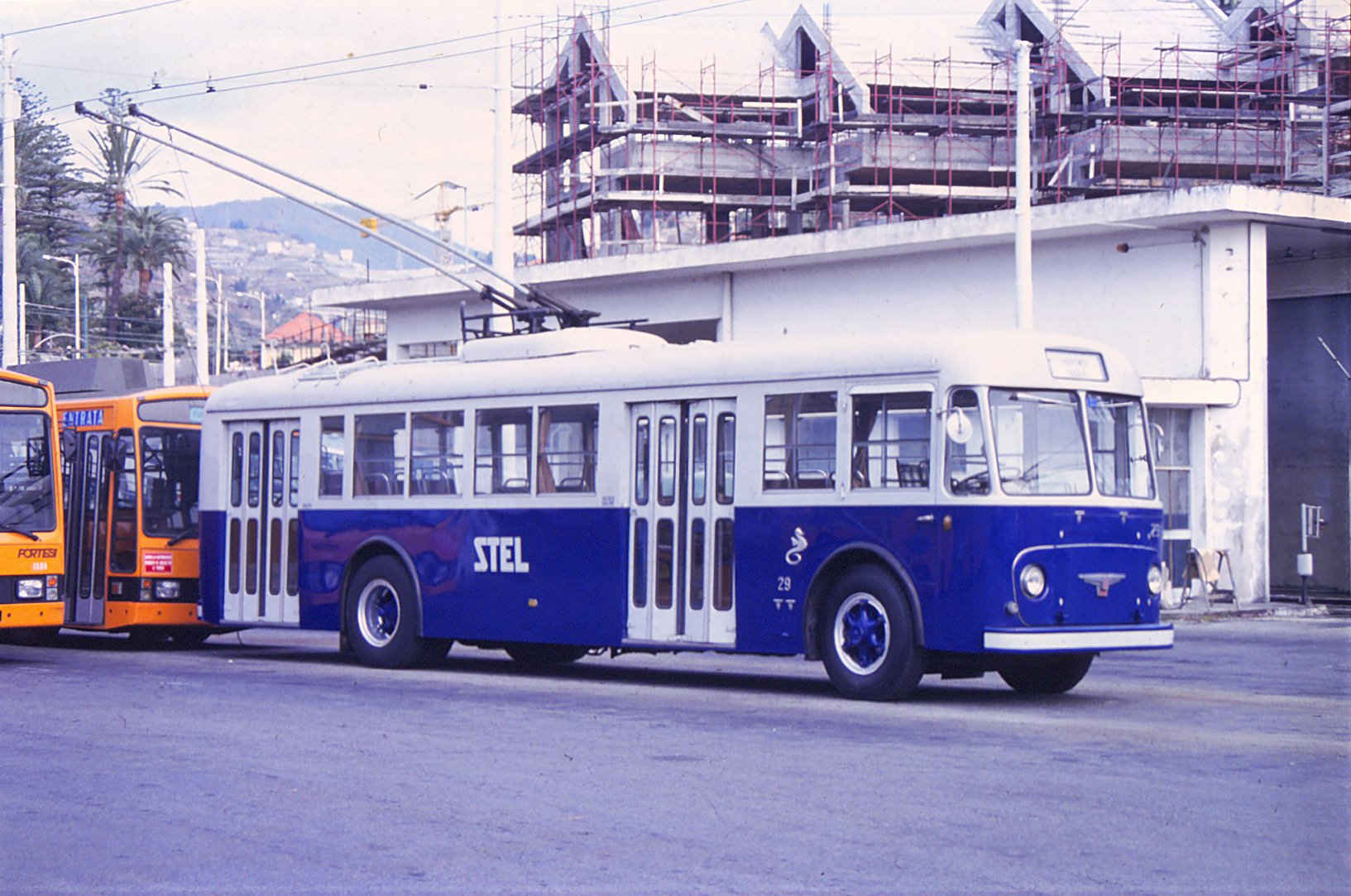
Filobus 29 in deposito a Sanremo nel 1988.
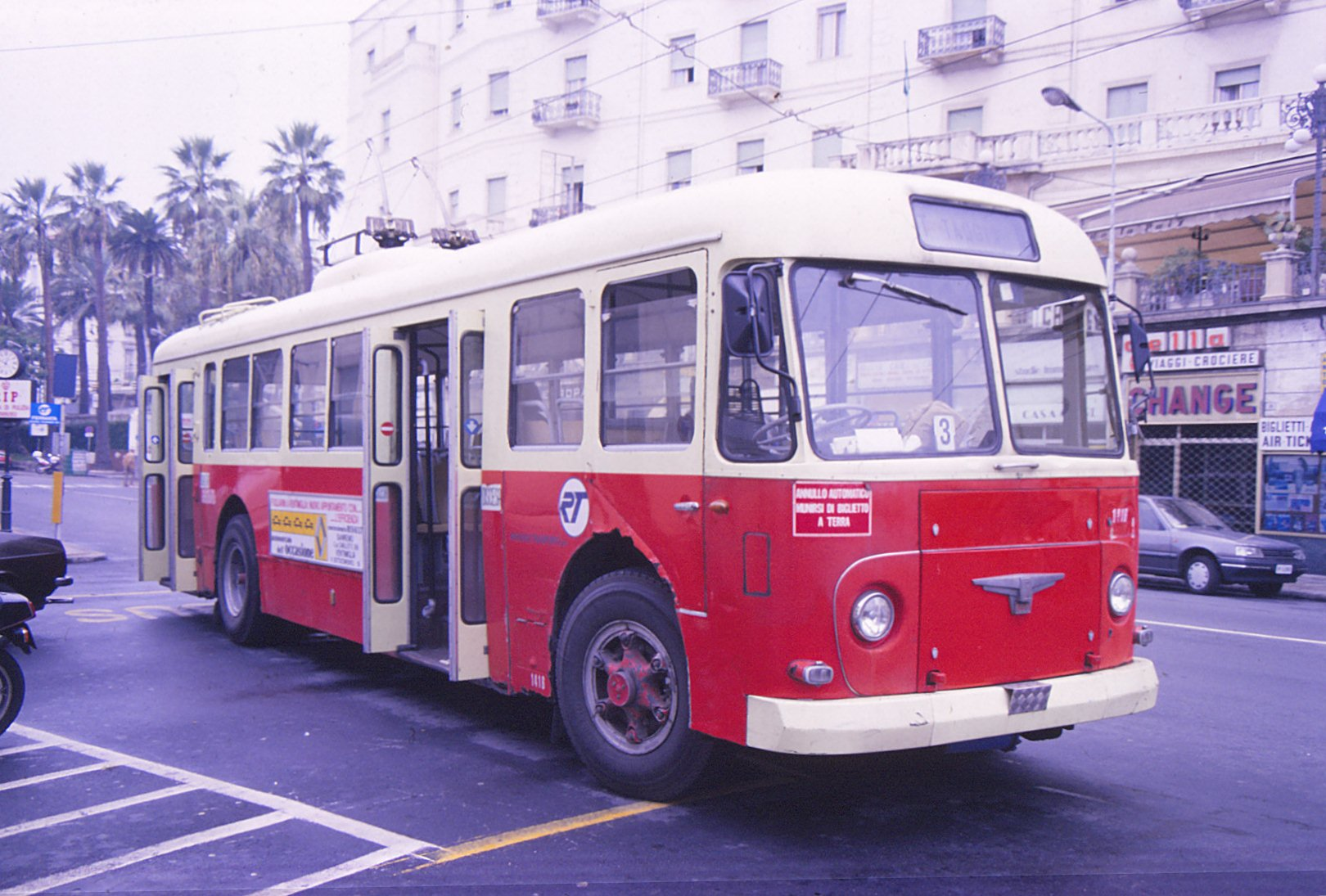
Filobus ex Bologna in servizio a Sanremo nel 1988.
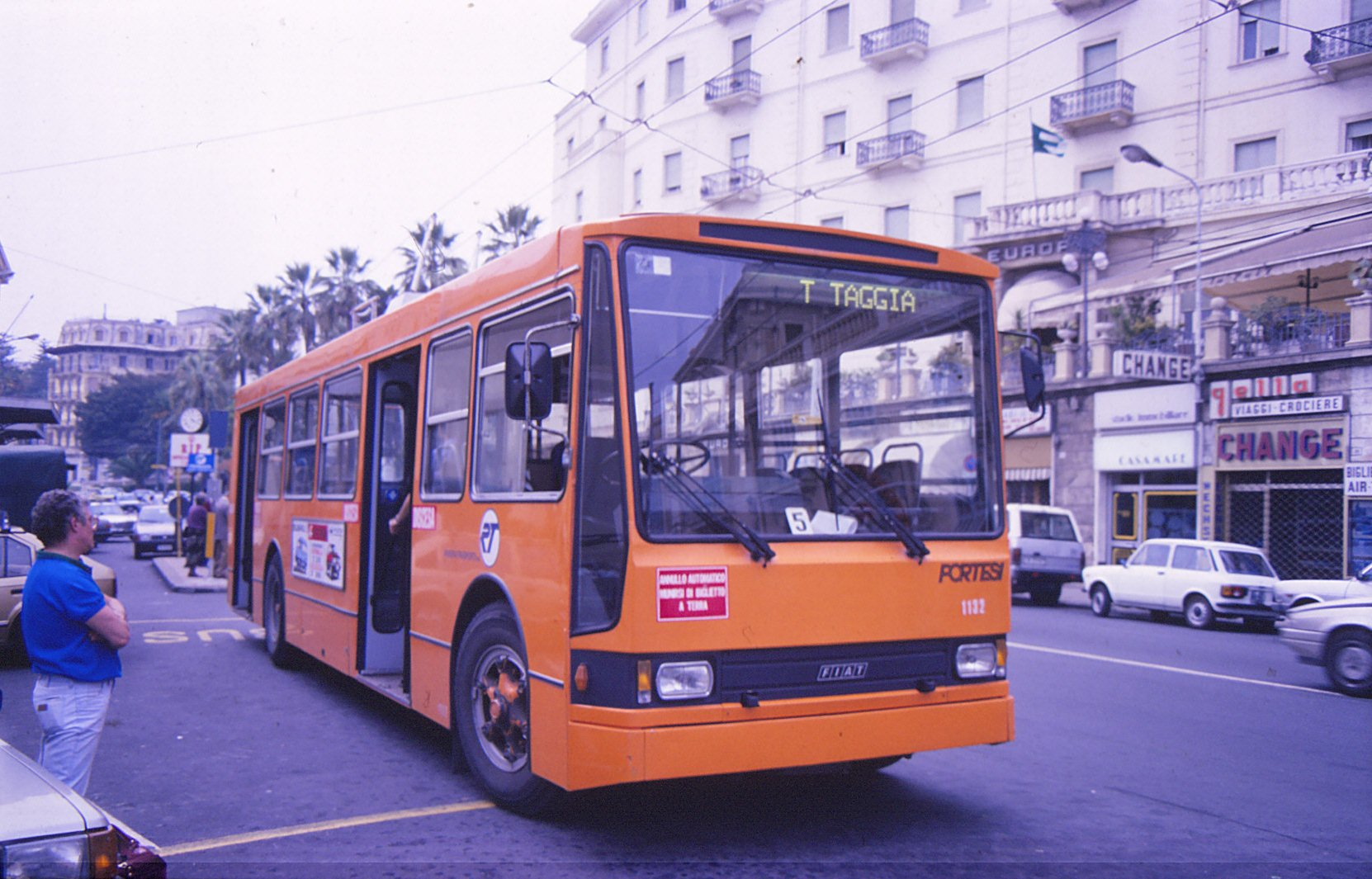
Filobus Fiat 2411 ricostruito a Sanremo nel 1988.
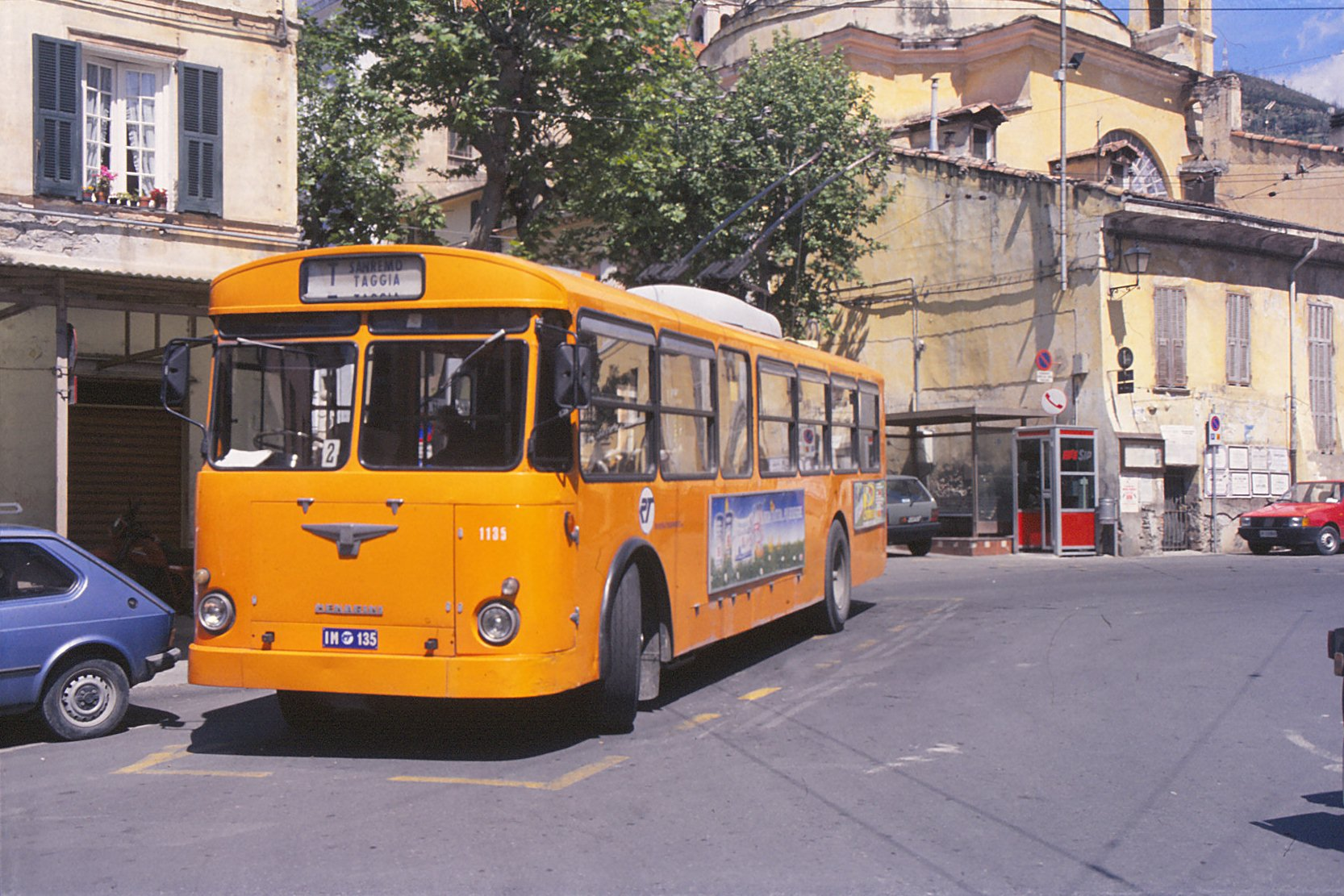
Filobus 1135 a Taggia nel 1988.
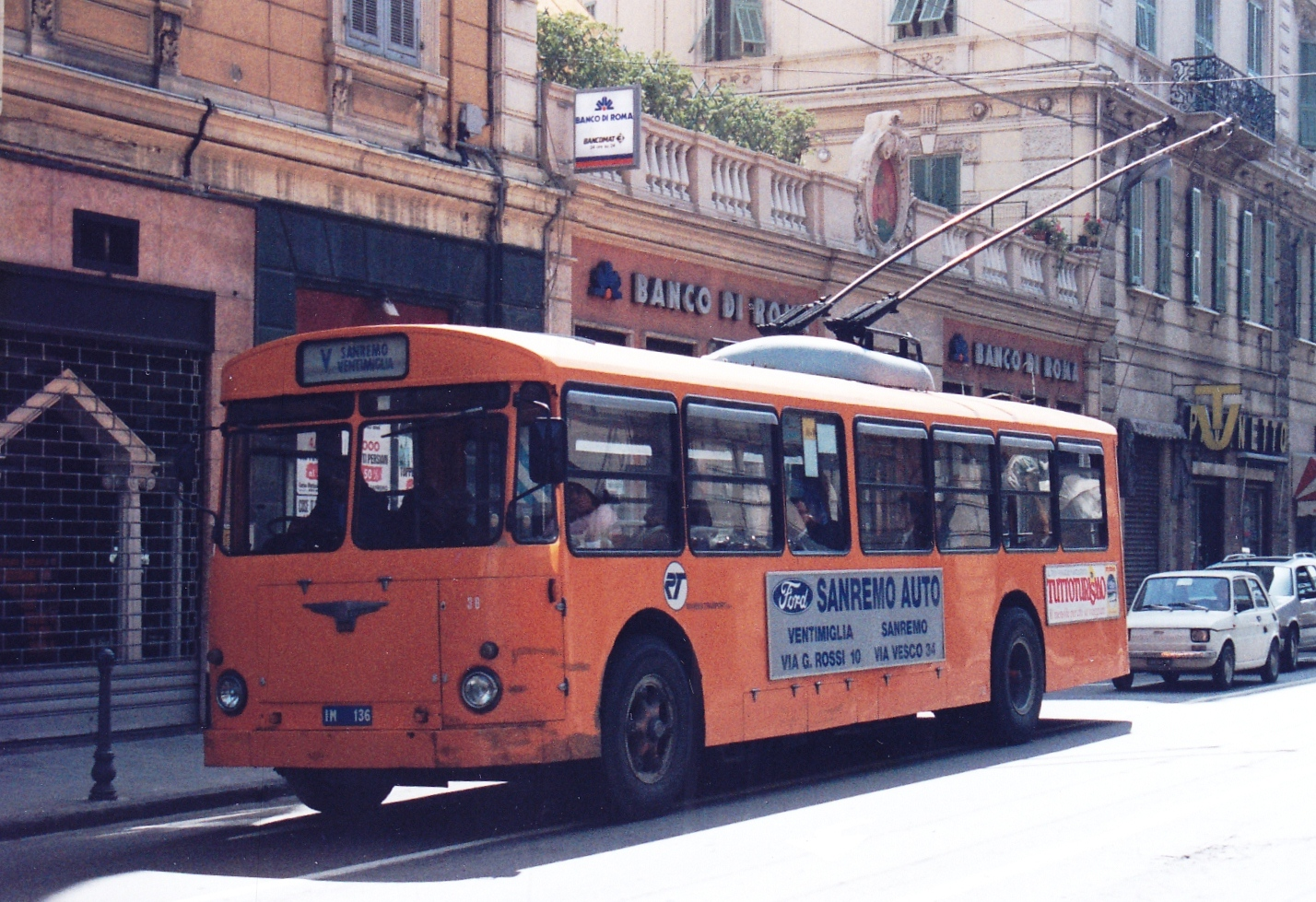
Filobus 1136 a Sanremo nel 1988.
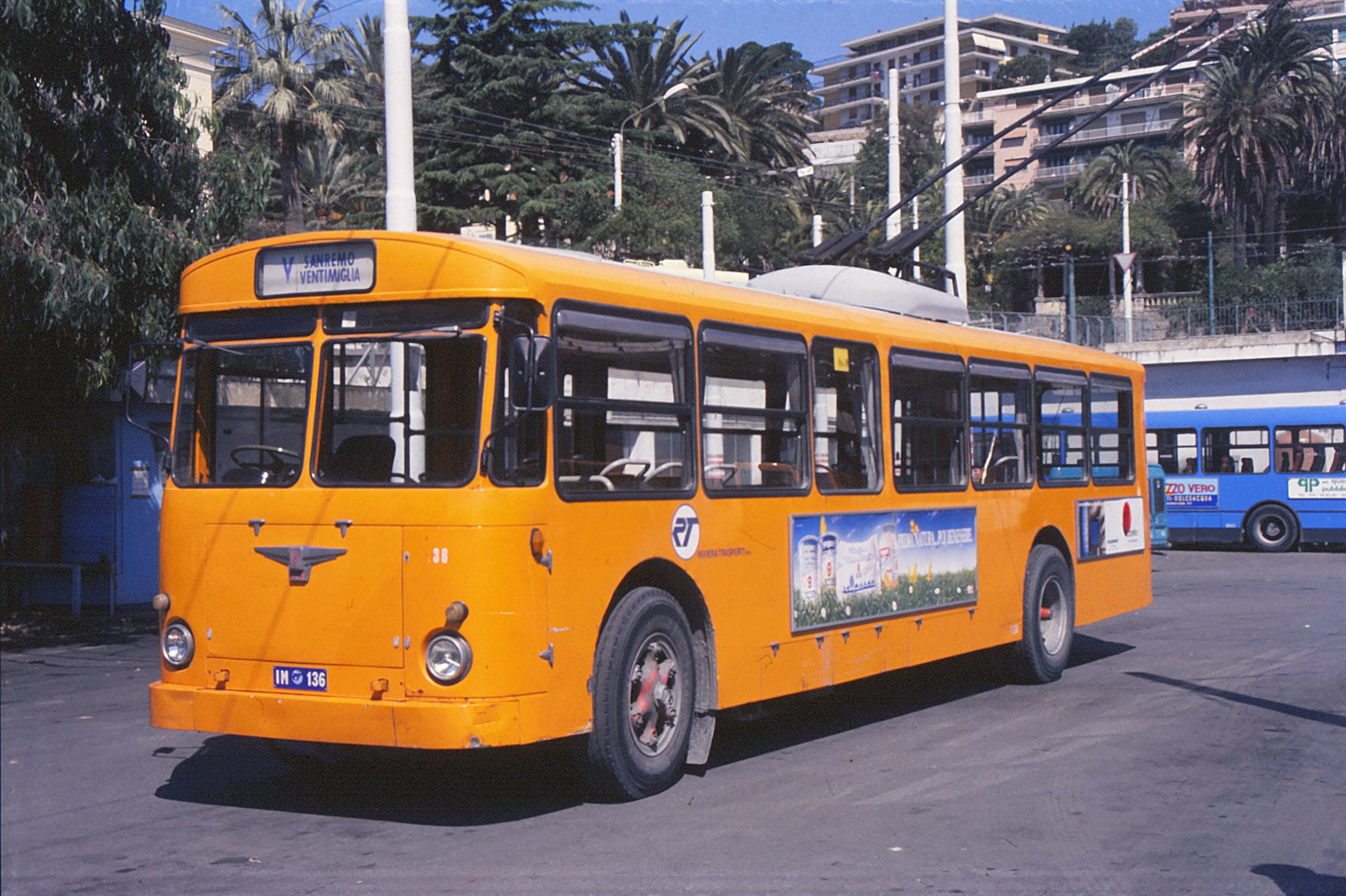
Filobus 1139 in deposito a Sanremo nel 1988.
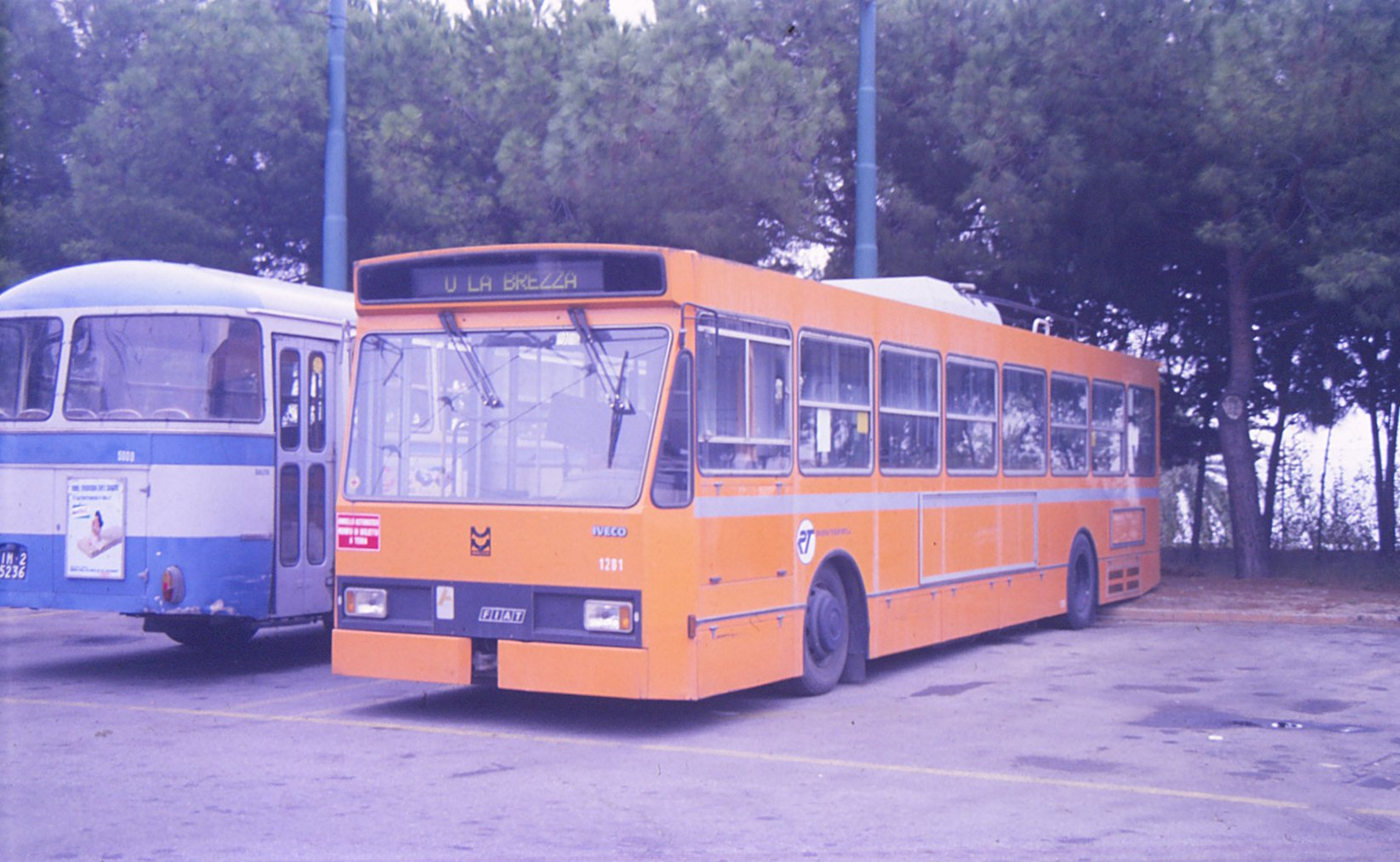
Filobus prototipo 1201 in deposito a Sanremo nel 1988.
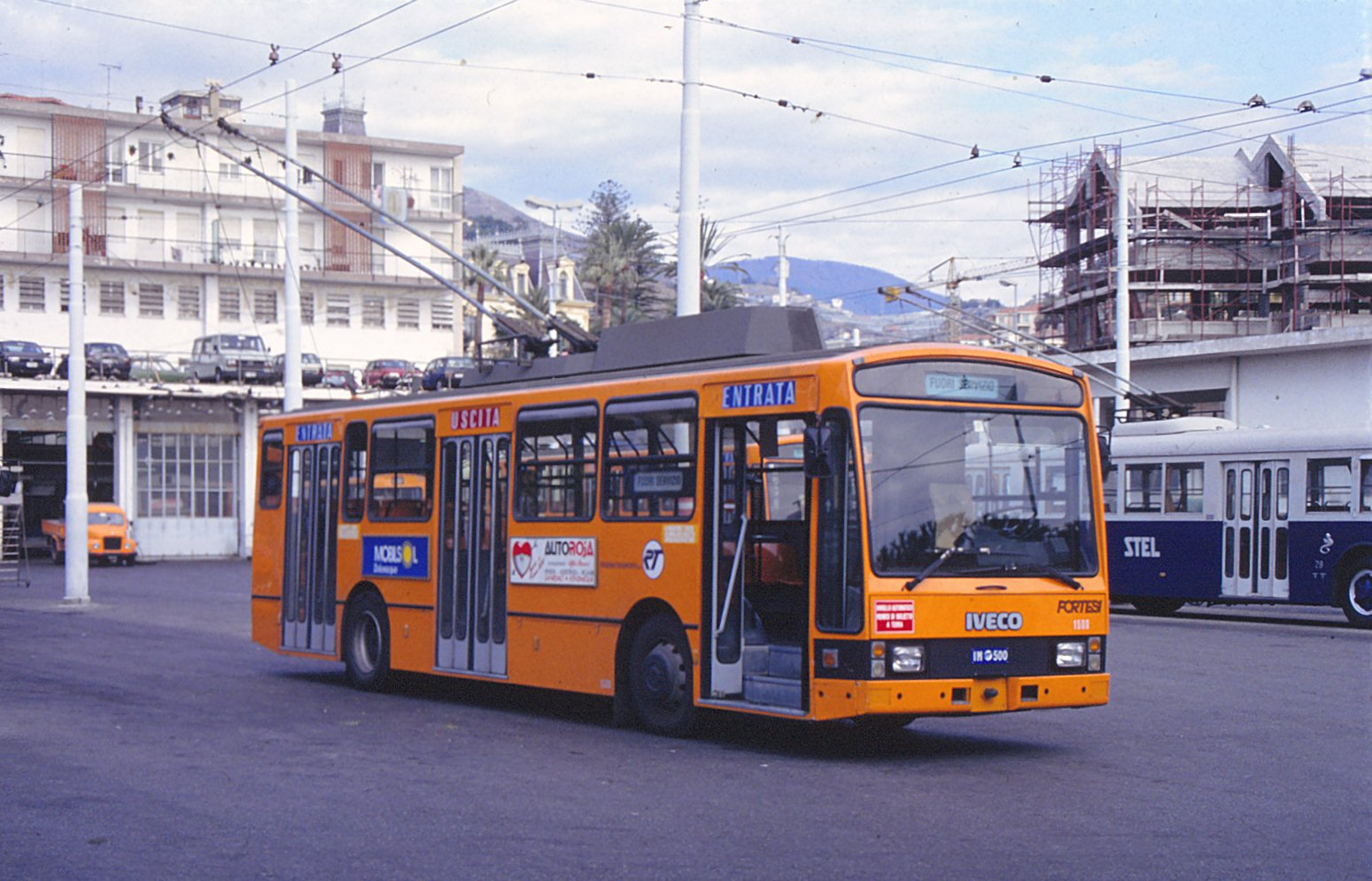
Filobus 1500 in deposito a Sanremo nel 1988.
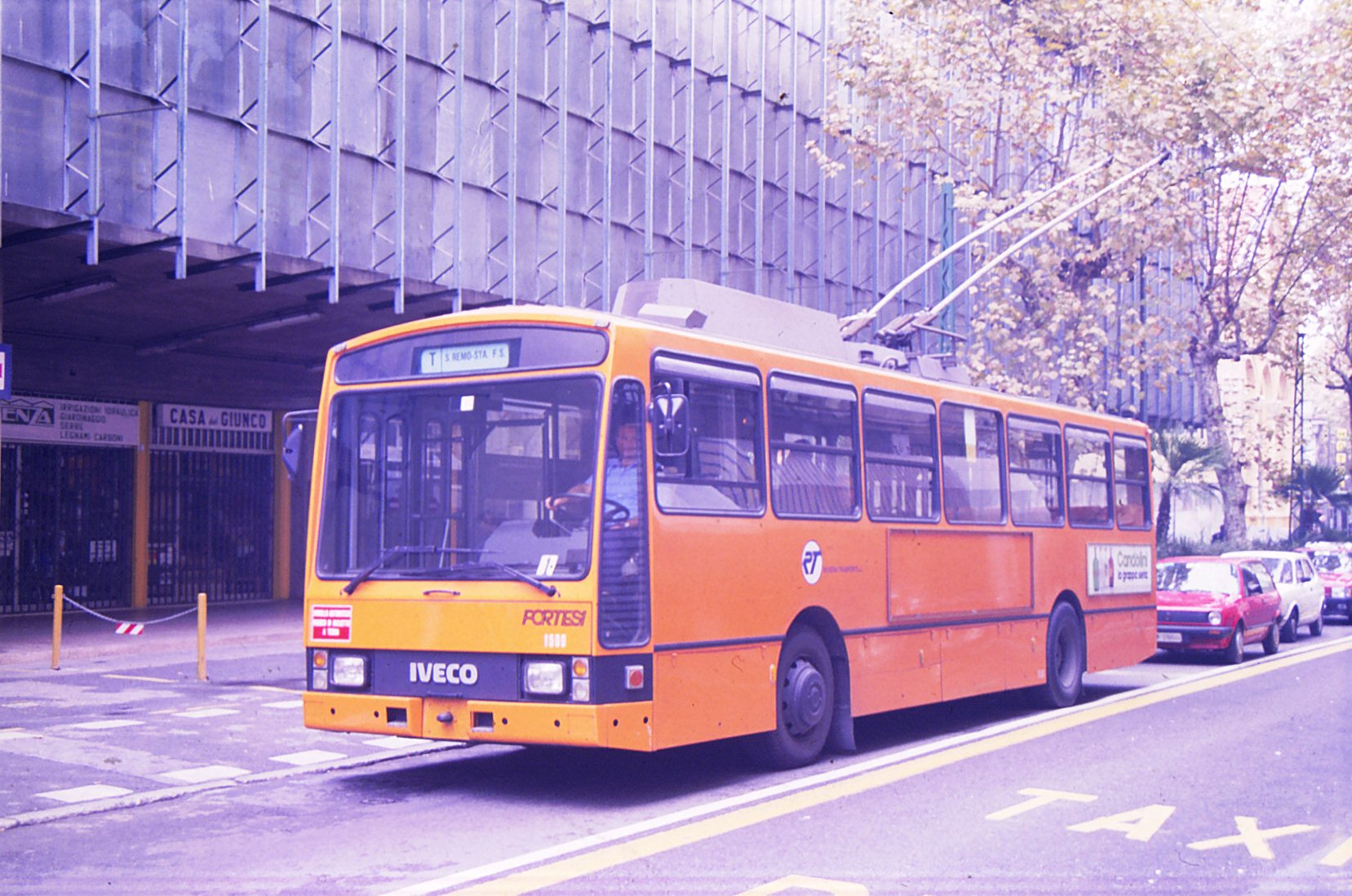
Filobus 1500 in servizio a Sanremo nel 1988.
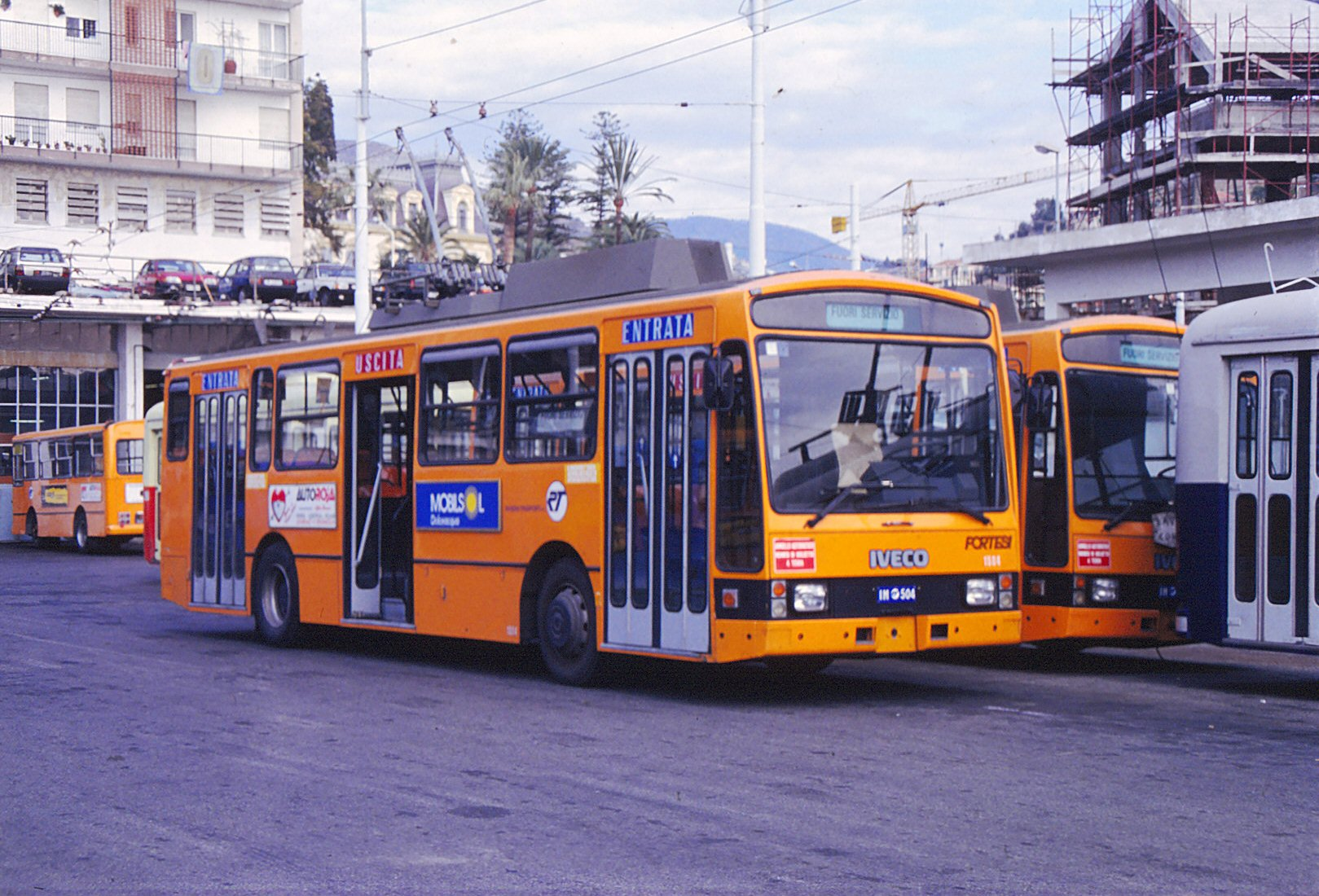
Filobus 1504 in deposito a Sanremo nel 1988.
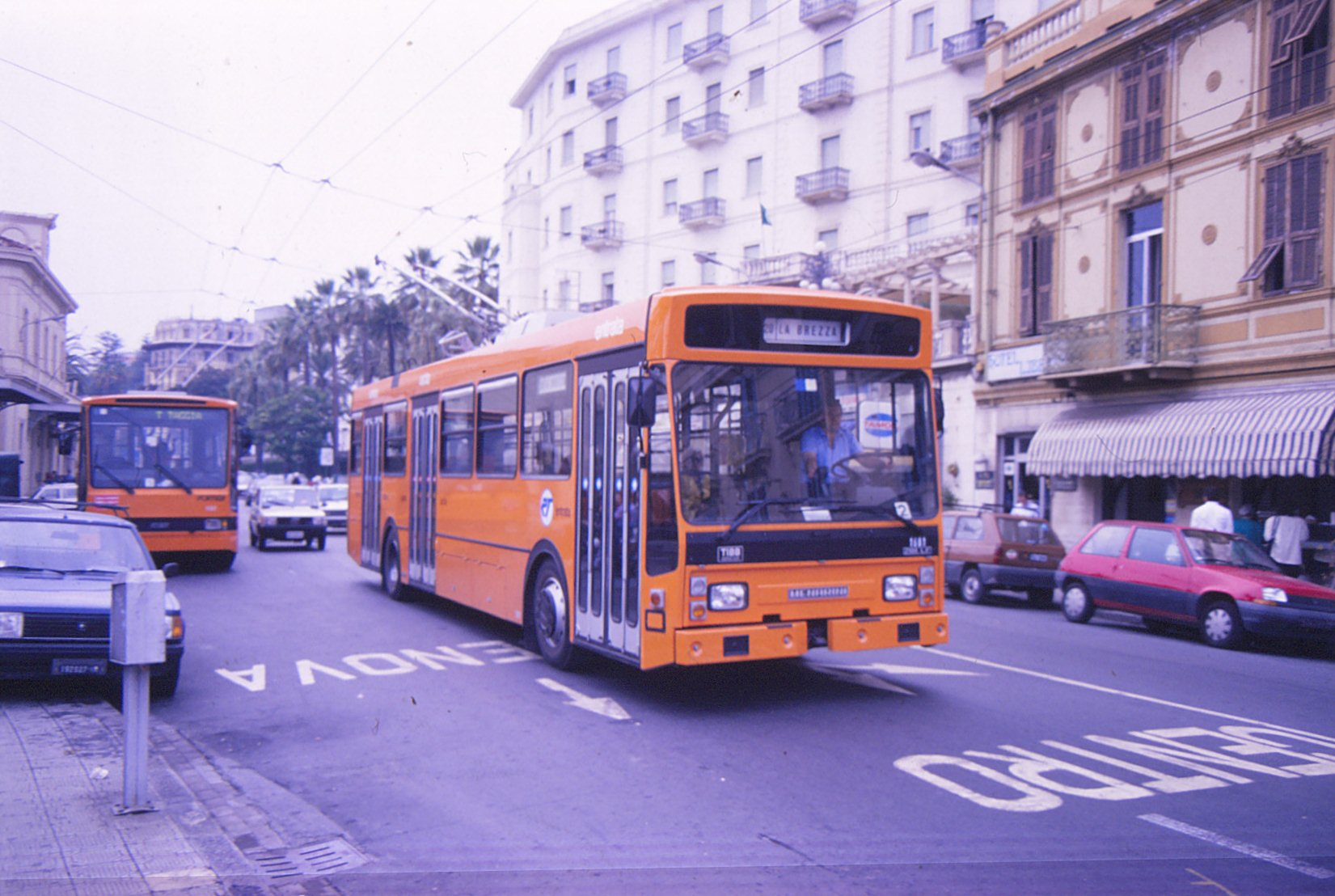
Filobus 1601 in servizio a Sanremo nel 1988.
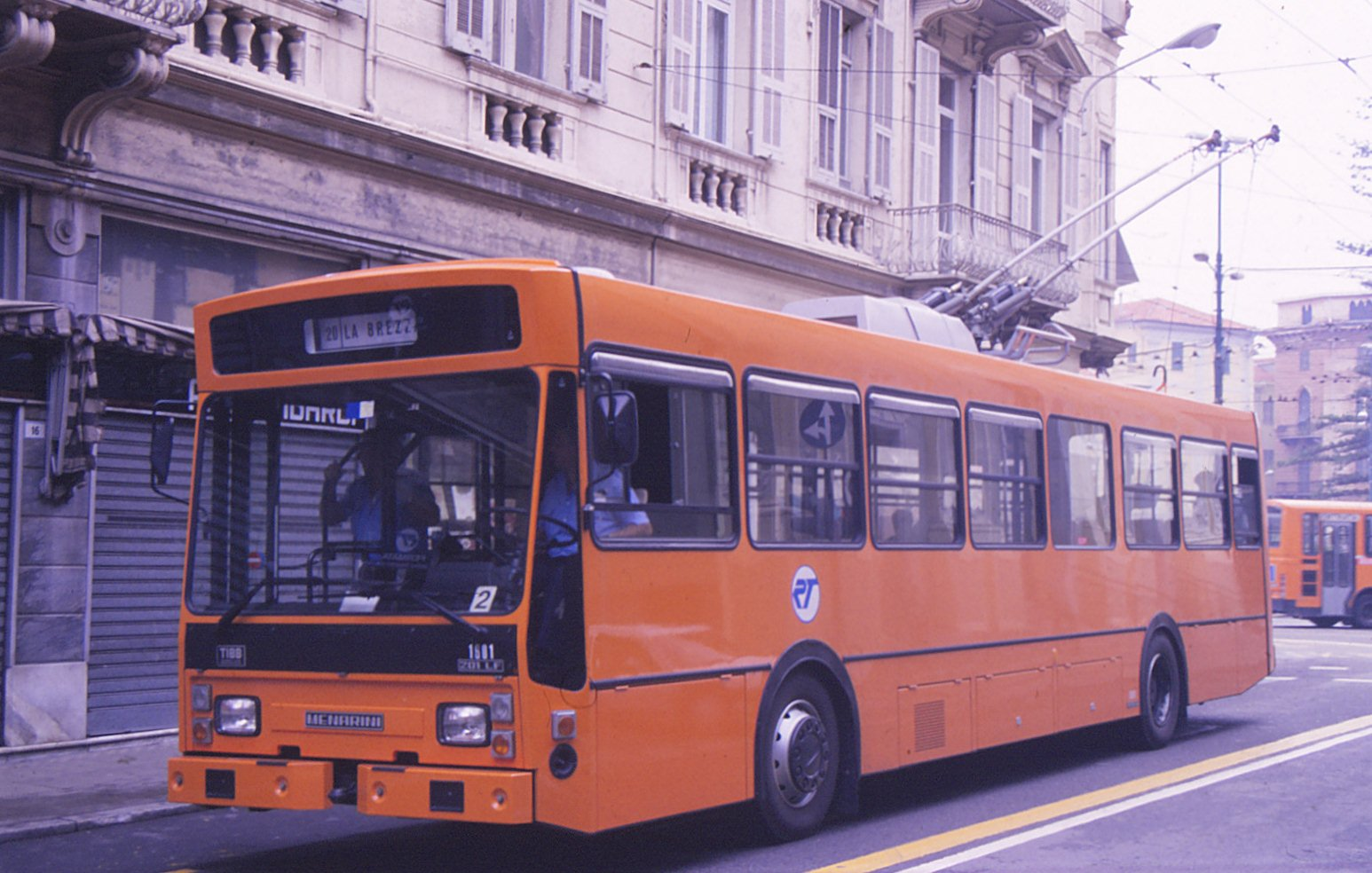
Filobus 1601 in servizio a Sanremo nel 1988.
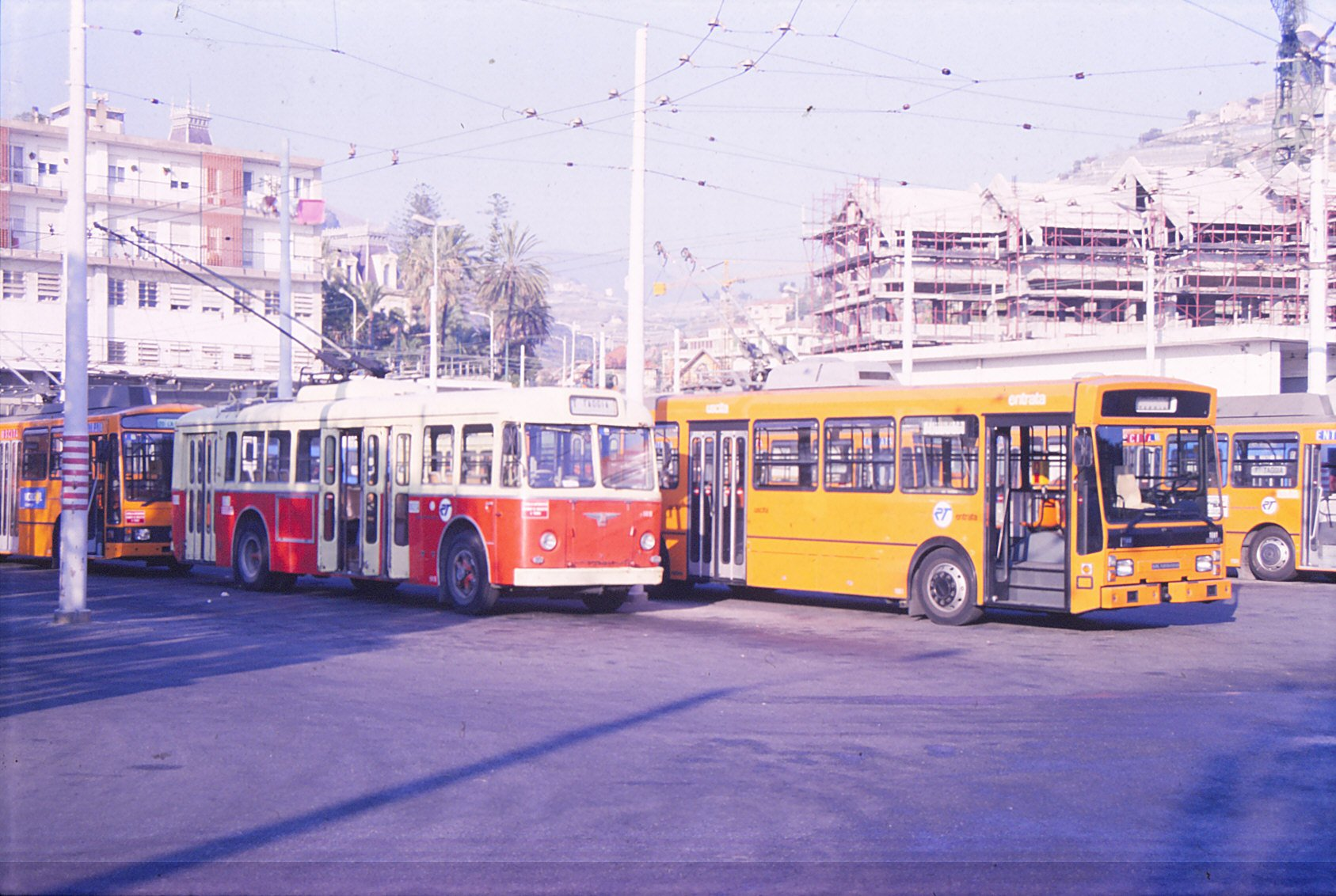
Deposito filoviario di Sanremo nel 1988.